# Chevrolet Beretta
Chevrolet Beretta var en af den amerikanske bilfabrikant Chevrolet mellem 1987 og 1996 fremstillet coupé i den store mellemklasse.
Beretta var baseret på General Motors' L-platform; dens søstermodel var Chevrolet Corsica, som fandtes som sedan og combi coupé.

## Historie
I sommeren 1987 introducerede Chevrolet modellerne Beretta og Corsica som efterfølgere for Chevrolet Citation. Beretta var en firepersoners, kileformet coupé som i starten kun fandtes i én version med enten en 2,0-liters firecylindret eller en 2,8-liters V6-motor.
I 1989 blev modelprogrammet udvidet med Beretta GT med standardmonteret V6-motor og sportsundervogn. I løbet af modelåret kom der også en Beretta GTU, som fra fabrikken var udstyret med V6-motor, kølergrill i bilens farve samt spoiler-/pyntelistepakke.
Beretta GTU blev i modelåret 1990 afløst af Beretta GTZ med en 183 hk-version af den såkaldte GM Quad Four-firecylinder med dobbelte overliggende knastaksler og 16 ventiler. Også denne model havde spoilere og pyntelister, men i et i forhold til GTU ændret design. Basismodellens 2,0-litersmotor blev afløst af en 2,2'er med 96 hk, og V6'eren blev boret op fra 2,8 til 3,1 liter hvilket øgede effekten fra 126 til 137 hk.
I 1991 blev førerairbag en del af standardudstyret, og i 1992 fik 2,2'eren multipoint-indsprøjtning hvilket øgede effekten til 112 hk.
En ny sportsversion kaldet Beretta Z26 kom på markedet i modelår 1994 og afløste de hidtidige GT- og GTZ-modeller; den nye version var udstyret med en til 177 hk neddroslet Quad Four-16V-motor.
Quad Four udgik i 1995, og i stedet fik Beretta Z26 en 3,1-liters V6-motor med 156 hk.
Frem til 1996 blev der fremstillet ca. 905.000 eksemplarer af Chevrolet Beretta.